# العلاقات الجيبوتية اللوكسمبورغية
العلاقات الجيبوتية اللوكسمبورغية هي العلاقات الثنائية التي تجمع بين جيبوتي ولوكسمبورغ.

## مقارنة بين البلدين
هذه مقارنة عامة ومرجعية للدولتين:
| وجه المقارنة                                              | جيبوتي                    | لوكسمبورغ                                                     |
| --------------------------------------------------------- | ------------------------- | ------------------------------------------------------------- |
| المساحة (كم2)                                             | 23.20 ألف                 | 2.59 ألف                                                      |
| عدد السكان (نسمة)                                         | 956.99 ألف                | 599.45 ألف                                                    |
| الكثافة السكانية (ن./كم²)                                 | 41.25                     | 231.45                                                        |
| العاصمة                                                   | جيبوتي                    | لوكسمبورغ                                                     |
| اللغة الرسمية                                             | لغة فرنسية، اللغة العربية | اللغة اللوكسمبورغية، لغة فرنسية، اللغة الألمانية              |
| العملة                                                    | فرنك جيبوتي               | يورو، فرنك لوكسمبورغ                                          |
| الناتج المحلي الإجمالي (بليون دولار)                      | 1.84 مليار                | 62.40 مليار                                                   |
| الناتج المحلي الإجمالي (تعادل القوة الشرائية) بليون دولار | 3.10 مليار                | 58.13 مليار                                                   |
| الناتج المحلي الإجمالي الاسمي للفرد دولار أمريكي          | 1.95 ألف                  | 101.45 ألف                                                    |
| الناتج المحلي الإجمالي للفرد دولار أمريكي                 | 3.27 ألف                  | 101.93 ألف                                                    |
| مؤشر التنمية البشرية                                      | 0.470                     | 0.892                                                         |
| رمز المكالمات الدولي                                      | +253                      | +352                                                          |
| رمز الإنترنت                                              | .dj                       | .lu                                                           |
| المنطقة الزمنية                                           | ت ع م+03:00               | توقيت وسط أوروبا، ت ع م+01:00، ت ع م+02:00، أوروبا/لوكسمبورج ‏ |

## منظمات دولية مشتركة
يشترك البلدان في عضوية مجموعة من المنظمات الدولية، منها:
| علم المنظمة | اسم المنظمة                        | تاريخ انضمام جيبوتي | تاريخ انضمام لوكسمبورغ |
| ----------- | ---------------------------------- | ------------------- | ---------------------- |
|             | مؤسسة التنمية الدولية              | 1 أكتوبر 1980       | 4 يونيو 1964           |
|             | يونسكو                             | 31 أغسطس 1989       | 27 أكتوبر 1947         |
|             | وكالة ضمان الاستثمار متعدد الأطراف | 12 يناير 2007       | 29 أغسطس 1991          |
|             | الأمم المتحدة                      | 20 سبتمبر 1977      | 24 أكتوبر 1945         |
|             | الاتحاد البريدي العالمي            | ?                   | ?                      |
|             | البنك الدولي للإنشاء والتعمير      | 1 أكتوبر 1980       | 27 ديسمبر 1945         |
|             | الاتحاد الدولي للاتصالات           | 22 نوفمبر 1977      | 2 مارس 1866            |
|             | منظمة حظر الأسلحة الكيميائية       | ?                   | ?                      |
|             | مؤسسة التمويل الدولية              | 1 أكتوبر 1980       | 4 أكتوبر 1956          |
|             | منظمة التجارة العالمية             | ?                   | ?                      |
|             | منظمة الشرطة الجنائية الدولية      | ?                   | ?                      |
|             | البنك الإفريقي للتنمية             | ?                   | ?                      |

## وصلات خارجية
- موقع وزارة الخارجية اللوكسمبورغية